# Troodon
A Troodon (avagy a régebbi források szerint Troödon) (jelentése 'sebző fog') a kis méretű, madárszerű dinoszauruszok egyik kétséges neme, amely a késő kréta korban, 77,5-76,5 millió évvel ezelőtt élt. 1855-ben fedezték fel, az első észak-amerikai dinoszauruszok között.
Ógörög eredetű neve a fogazatára utal, ami eltért a legtöbb theropodáétól. A fogain feltűnő, a hegy felé irányuló recék találhatók. Ezek a „sebző” recék azonban morfometriailag jobban hasonlítanak a növényevő hüllőkére, és felvetik annak lehetőségét, hogy az állat mindenevőként élt.

## Anatómia

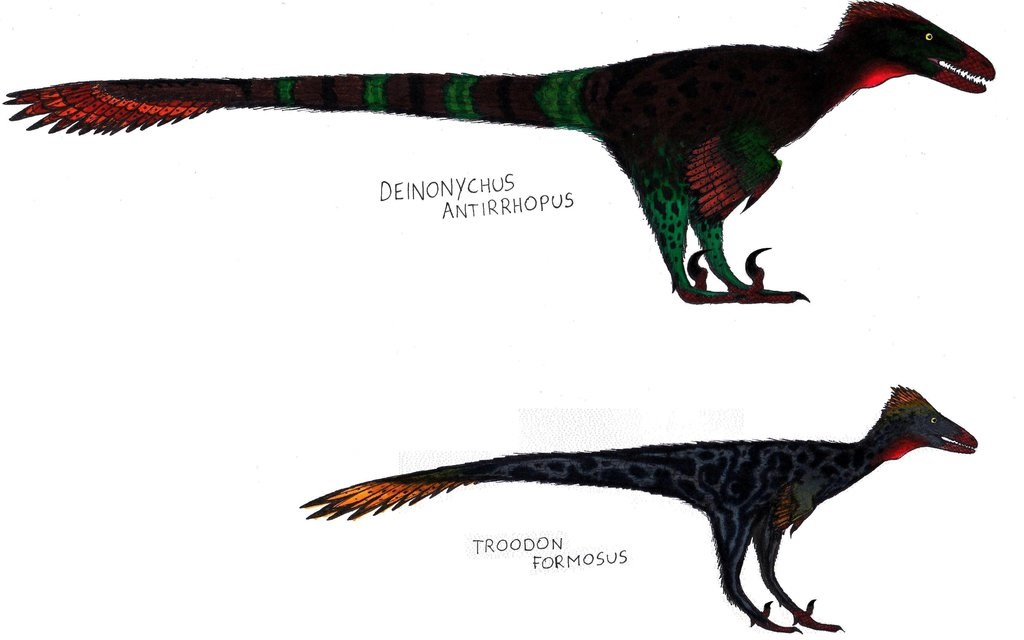
A troodon össze hasonliítása deinonychus-al

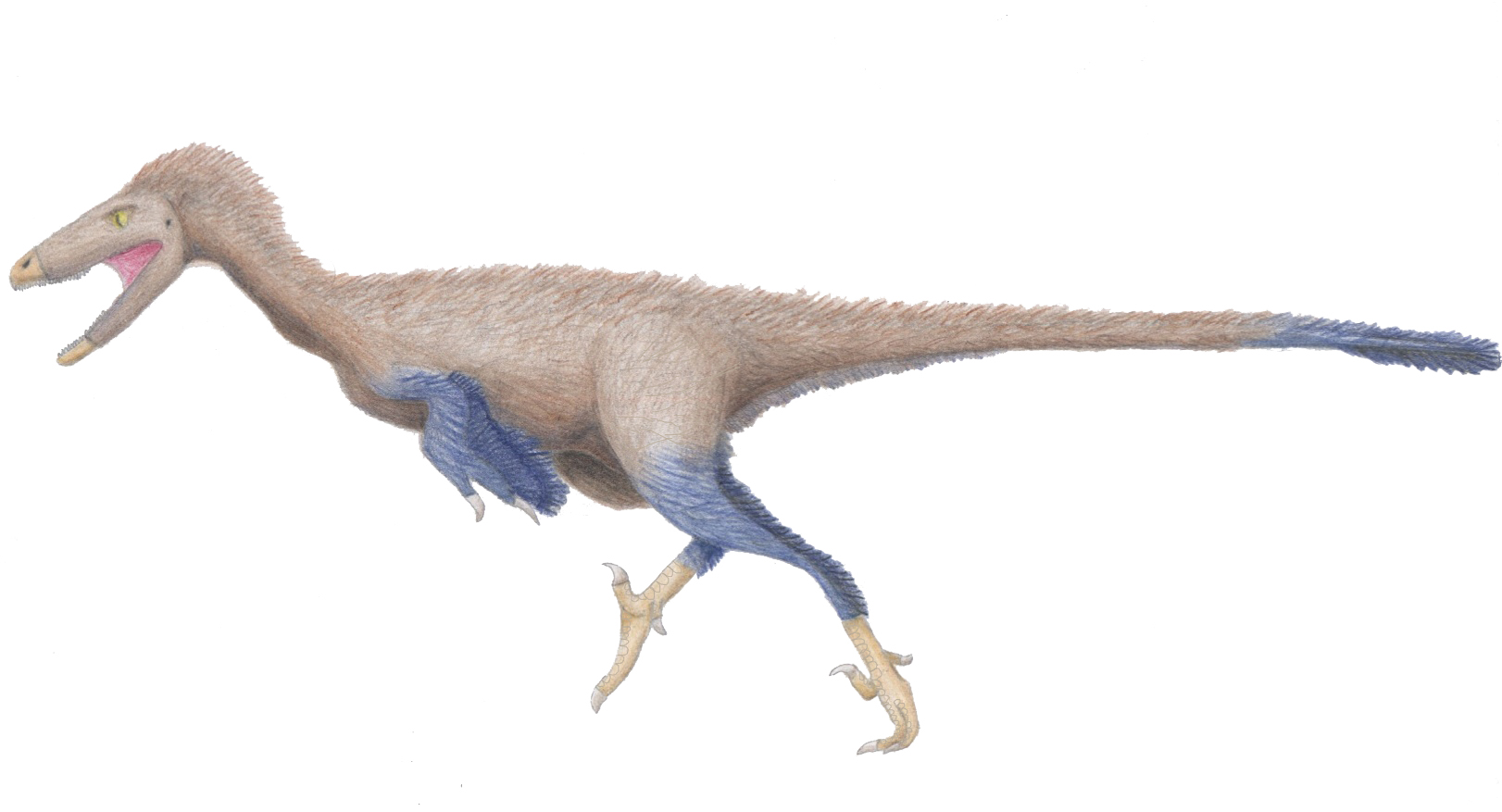
A Troodon rekonstrukciója

A Troodon kis méretű, körülbelül 4-6  méter hosszú 1–2 m magas és nagyjából 50 kilogramm tömegű dinoszaurusz volt. Nagyon hosszú, karcsú lábakkal rendelkezett, ami arra utal, hogy gyors mozgásra volt képes. Hosszú karjait a madarakhoz hasonlóan a mellkas felé hajlította. A második lábujjain nagy, visszahúzható, sarló alakú karmok nőttek, amiket futás közben felemelt a talajról.
E jellemzők miatt a tudósok szerint a Troodon a Maniraptora csoportba tartozott. A szemei nagyok voltak (talán az éjszakai életmód miatt) és kissé előrefelé irányultak, ami a Troodonnak bizonyos mértékű mélységérzékelést tett lehetővé. A legtöbb rekonstrukción a Troodon szemei még inkább előrefelé néznek, mint szinte bármely más dinoszauruszé, ami arra utal, hogy jobb binokuláris látással rendelkezett, mint a legtöbb dinoszaurusz. Könnyű felépítésű koponyája a struccszerű ornithomimosaurusokéhoz hasonlóan egy kapszulát tartalmazott.
A Troodonnak a testtömegéhez viszonyítva a többi dinoszauruszénál nagyobb (a madarakéhoz hasonló méretű) agya volt. Emiatt úgy gondolják, hogy a legintelligensebb dinoszauruszok egyike lehetett, amely értelmesebb volt kora emlőseinél is.

## Elterjedés
A Troodon a montanai Judith River-formációból és a Two Medicine-formáció felső részéről, az albertai Judith River Csoportból, az albertai Horseshoe Canyon-formációból, az alaszkai Északi Lejtőről, valamint az egyesült államokbeli Lance és Hell Creek-formációkból ismert. Létezik bizonyíték arra vonatkozóan, hogy a Troodon jobban kedvelte a hűvösebb éghajlatot, mivel úgy tűnik, hogy főként az északi területeken volt gyakori a kevésbé meleg időszakokban, például a kora maastrichti korszakban.
Valószínűtlennek tűnik, hogy az egymástól több száz vagy ezer kilométerre előkerült, és évmilliók által elválasztott fosszíliák mindegyike a Troodon egyetlen faját képviseli. Azonban további tanulmányok és fosszíliák szükségesek annak meghatározásához, hogy hány Troodon faj létezett.

## Ősbiológia
A Troodont a többi theropodához hasonlóan ragadozónak gondolják. Ezt a nézetet támogatják a maniraptora jellemzők (a sarló alakú lábkarom) és a jó binokuláris látás.
A Troodon fogai azonban eltérnek a legtöbb theropodáétól. A táplálkozó mechanizmusról szóló egyik összehasonlító tanulmány szerint a Troodon mindenevő volt. Az állcsontok egy széles U alakú porcos összekapcsolódásban (symphysisben) találkoznak, ami hasonlít egy iguanáéhoz, egy növényevéshez alkalmazkodott gyíkneméhez. Emellett a Troodon fogain fogacskáknak nevezett nagy méretű, a fog hegye, illetve csúcsa felé irányuló recék találhatók. A fogak oldalain csiszolt részek láthatók. Holtz (1998-ban) azt is feljegyezte, hogy a jellemzői elősegítették a Troodont a zsákmányejtésben – a fogó kezek, a nagy agy és a sztereoszkóp látás a növényevő/mindenevő főemlősök és a mindenevő Procyon (mosómedve) jellemzői is egyben.
Egy tanulmány az észak-alaszkai késő kréta időszaki üledékekből származó Troodon fogakról szól. Ezek a fogak jóval nagyobbak a délebbi lelőhelyeken fellelteknél, és azt bizonyítják, hogy az észak-alaszkai Troodon populációk átlagos mérete nagyobb volt. A tanulmány szerint az alaszkai Troodon nagyobb zsákmányállatokat is képes volt elejteni, mivel az élőhelyén nem voltak tyrannosauridák, melyekkel versenyeznie kellett volna az erőforrásokért. A tanulmány tartalmaz egy elemzést is a nagy mennyiségű Troodon fog arányaira és kopási mintáira vonatkozóan. Kijelenti, hogy az összes Troodon fog kopási mintája a csontok rágásával szemben, lágy étellel, gerinctelenek kültakarójával vagy kemény növényekkel való táplálkozásra utal. A szerzők azt feltételezik, hogy a táplálék főként húsból állt.
A Troodon fosszilizálódott maradványain a növekedési gyűrűk vizsgálatával végzett kormeghatározás szerint ez a dinoszaurusz átlagosan 3–5 évig élt.

### Szaporodás

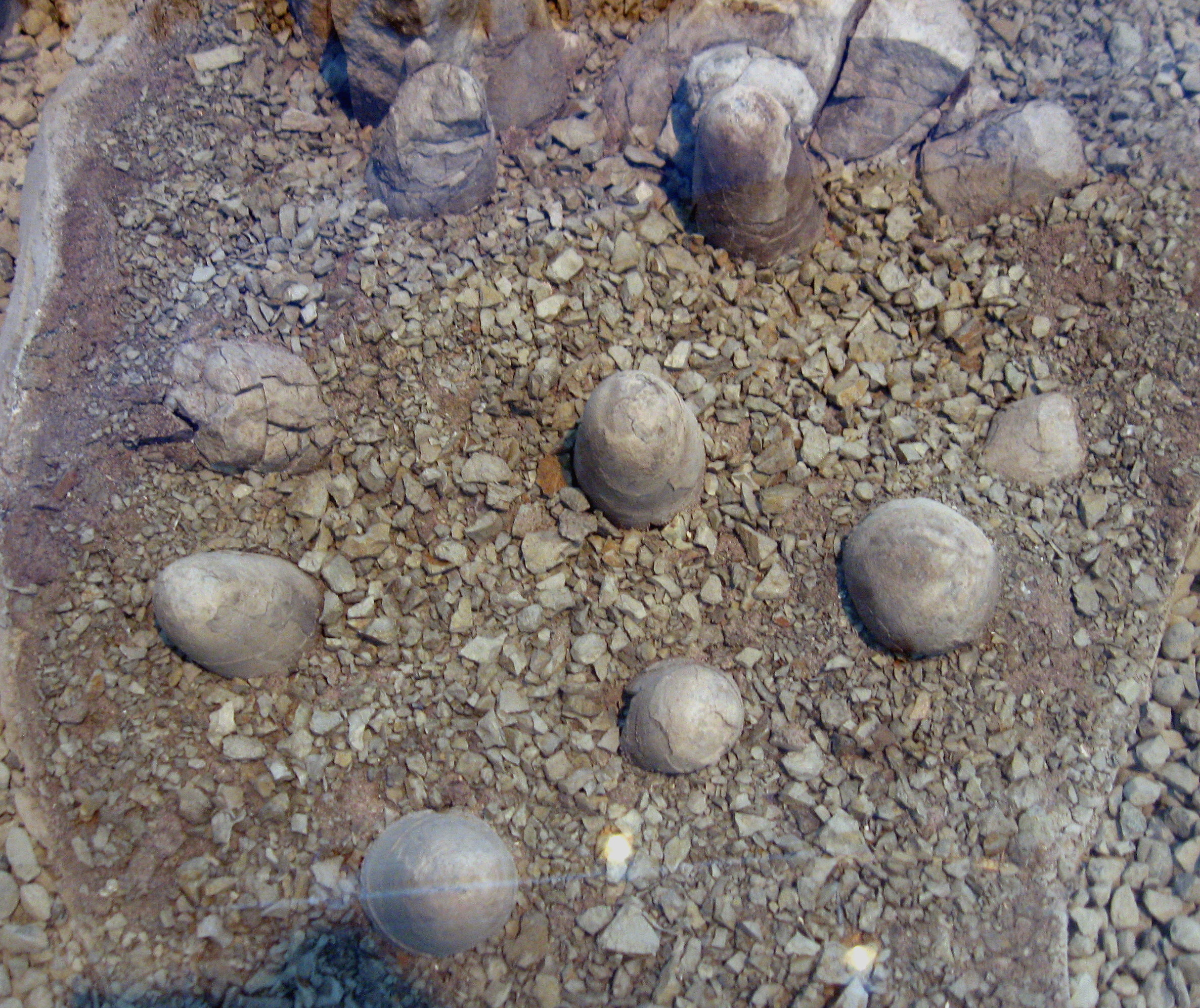
Egy fészekaljnyi, részben beágyazódott Troodon formosus tojás, a Museum of the Rockies példánya a Burke Múzeum kiállításán

Varriccho és mások (2002-ben) leírást készítettek nyolc Troodon fészekről. A fészkek a montanai Two Medicine-formációból származnak. Mindegyikük a Museum of the Rockies gyűjteményébe tartozik MOR 246, 299, 393, 675, 676, 750, 963, és 1139 jelzéssel ellátva. Az elsőt Jack Horner fedezte fel 1983-ban. Horner a fészkeket ugyanazon a rétegszinten a találta meg, amin a hypsilophodontidák közé tartozó Orodromeus különálló csontjai és részleges csontváza is előkerültek, ezért (1984-ben) az Orodromeus tojásaiként készített róluk leírást. Horner és Weishampel (1996-ban) újra megvizsgálta a tojásokban megőrződött embriókat, és megállapította, hogy a Troodonhoz és nem az Orodromeushoz tartoznak.
Varricchio és szerzőtársai (1997-ben) megerősítették ezt az állítást, amikor leírást készítettek egy felnőtt Troodon (a MOR 748 jelzésű lelet) részleges csontvázáról, melyet egy legalább öt tojásból álló fészekaljjal (a MOR 750 jelzésű lelettel) együtt találtak meg, valószínűleg költő helyzetben.
Részletes leírást készítettek a Troodon fészkek szerkezetéről is. Üledékből épültek, az alakjuk tál formájú és átlagosan körülbelül 100 centiméter átmérőjű volt, a tojásokat pedig egy határozottan kiemelkedő perem vette körül. A teljesebb fészkek tojásainak száma 16 (a MOR 246 esetében) és 24 (a MOR 963 esetében) között változott. A tojások formája megnyúlt könnycseppre hasonlított, és a hegyes végükkel lefelé helyezkedtek el, félig az üledékbe temetve. Általában olyan szögben dőltek meg, amitől a felső felük a fészek középpontja felé állt. Nem találtak bizonyítékot arra, hogy a fészekben növény anyag is volt.
Mindazonáltal képesek voltak elég bizonyítékot kivonni a fészkekből ahhoz, hogy következtetni tudjanak a Troodon szaporodásbiológiájának jellemzőire. Az eredmények alapján a Troodon szaporodása a krokodilok és a madarak között helyezhető el, ahogy azt a törzsfejlődésük előre jelezte. A tojások statisztikailag párokat alkotnak, ami arra utal, hogy az állat a krokodilokhoz hasonlóan két működő tojócsővel rendelkezett, eltérően az egy tojócsöves madaraktól. A krokodilok a felnőtt testméretükhöz viszonyítva kis tojásokat raknak le. A madarak kevesebb, de nagyobb méretű tojásokat tojnak. A Troodon a kettejük között helyezkedett el, a körülbelül 50 kilogrammos felnőtt tojása 0,5 kilogramm volt. Ez tízszer meghaladja, a hasonló tömegű hüllőkét, de a Troodon tojása így is csak feleakkora méretű, mint egy 50 kilogrammos madáré, melynél 1,1 kilogrammos tojások valószínűsíthetők.
Varricchio és kollégái bizonyítékot találtak az ismétlődő tojásrakásra is, melynél a nőstény egy vagy két pár tojást rakott le naponta, és a költés késleltetésével biztosította azt, hogy az utódok egyszerre keljenek ki. A MOR 363 jelzésű lelet 22 üres (kikelt) tojást tartalmaz, a MOR 246 tojásaiban levő embriók pedig nagyon hasonló fejlődési állapotban voltak, ami arra utal, hogy az összes utód egyszerre kelt ki. Az embriók csontváza fejlett állapotban volt, amiből arra lehet következtetni, hogy normál vagy inkább extrém (nagyon fejlett állapotban kikelő) fészekhagyók voltak. A szerzők becslése szerint 45–65 napra lehetett szükség a tojásrakáshoz, a költéshez és az utódok kikeléséhez. Nem találtak bizonyítékot arra, hogy a fiókák a fészek mellett maradtak a kikelés után, ehelyett inkább azon a véleményem voltak, hogy a krokodilokhoz és a ásótyúkfélékhez hasonlóan szétrajzottak.
Varricchio és szerzőtársai (2008-ban) csont hisztológiai vizsgálatot végeztek a MOR 748 jelzésű Troodon példányon, és megállapították, hogy nincs meg benne az a csontfelszívódási minta, ami a tojásrakó nőstényekre utal. Emellett összehasonlították a fészkekben talált tojások össztömegét a felnőttek testtömegével. Felvázolták az arányt a mai madarakra és a krokodilokra jellemző értékekkel együtt, és úgy találták, hogy a Troodon aránya megegyezik azon madarakéval, amelyeknél a felnőtt hímek költik ki a tojásokat. Ebből arra következtettek, hogy a Troodonnál nem a nőstények, hanem a hímek költötték ki a tojásokat, és hogy ez közös jellemző lehet a maniraptora dinoszauruszoknál és a bazális madaraknál.

## Történet

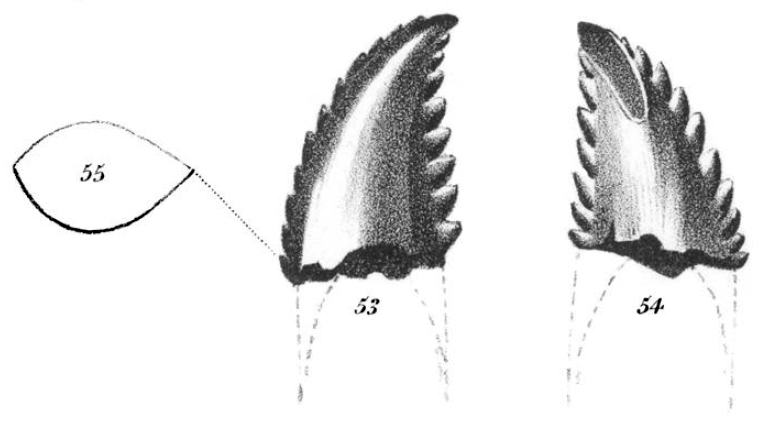
Az eredeti fogtöredék

Az 1856-ban, a Joseph Leidy által az eredeti írásmód szerint Troödonnak nevezett dinoszauruszt Sauvage nevezte át Troodonra, 1876-ban. A Troodon fogát Leidy először „lacerti” gyíkként osztályozta, Nopcsa Ferenc pedig 1901-ben áthelyezte a megalosaurida dinoszauruszok közé (ekkoriban a Megalosauridae család szemétkosár-taxonként szolgált a legtöbb húsevő dinoszaurusz számára). 1924-ben Gilmore kijelentette, hogy a fog a növényevő pachycephalosaurushoz, a Stegocerashoz tartozik, ezért a Stegoceras valójában a Troodon fiatalabb szinonimája (a troodontidák és a növényevő dinoszauruszok fogainak hasonlósága miatt sok őslénykutató hiszi azt, hogy ezek az állatok mindenevők voltak). 1945-ben Charles Mortram Sternberg elvetette annak lehetőségét, hogy a Troodon pachycephalosaurus volt, amiatt, hogy a fogai nagyon hasonlítanak más húsevő dinoszauruszokéra.
A Troodon első példánya nem egy fog volt, hanem eredetileg egy másik nemként (Stenonychosaurus néven) hivatkoztak rá, melyet Sternberg hozott létre 1932-ben egy lábfej, egy kéz töredékei és néhány farokcsigolya alapján, melyeket Albertában fedeztek fel. E maradványok egyedi jellemzője a második lábujj megnagyobbodott karma volt, ami jelenleg a Deinonychosauria csoport jellemzőjeként ismert. Sternberg a Stenonychosaurust a Coeluridae családba sorolta be. Később (1951-ben) arra a megállapításra jutott, hogy a Stenonychosaurus „nagyon egyedi lábbal”, a Troodon pedig „ugyanolyan különös foggal” rendelkezett, ezért közeli rokonságban állhatnak egymással. Sajnos ekkoriban nem álltak rendelkezésre összehasonlítható példányok az elmélet teszteléséhez.

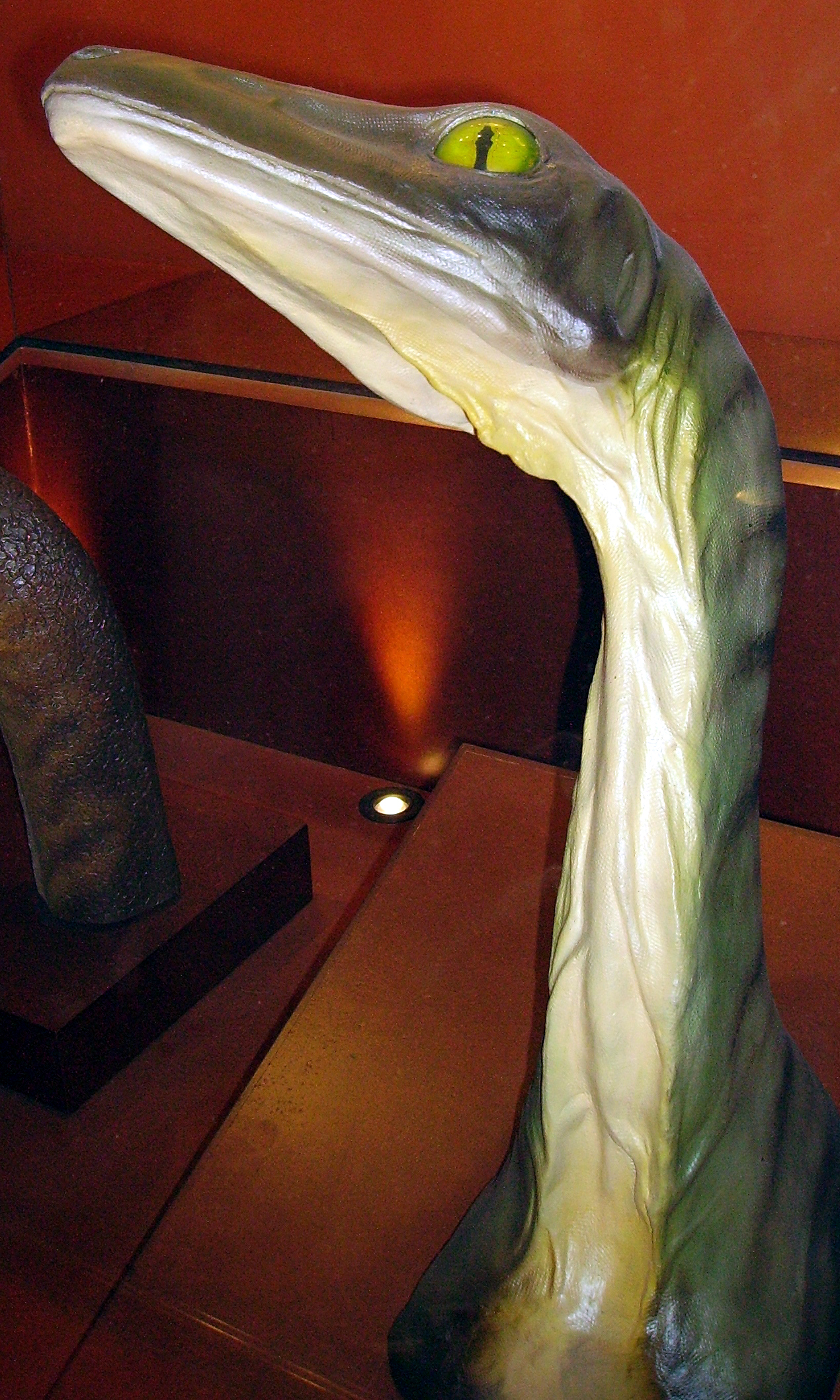
A Londoni Természetrajzi Múzeumban levő Troodon elavult szobrának feje és nyaka

Dale Russell 1969-ben egy jóval teljesebb Stenonychosaurus csontvázról készített leírást, ami tudományos alapként szolgált a híres életnagyságú Stenonychosaurus szobor számára, ami a fiktív emberszerű leszármazotthoz, a „dinoszauroidhoz” kapcsolódik.
A Stenonychosaurus az 1980-as évekre jól ismert theropodává vált, miután részletes leírás készült a lábfejéről és a koponyájáról. Phil Currie 1987-ben áttekintette a Troodontidae családot és a Stenonychosaurus inequalist a Troodon formosus fiatalabb szinonimájává tette. Ez a szinonímia széles körben elfogadottá vált az őslénykutatók között, ezért jelenleg a szakirodalomban valamennyi, egykor Stenonychosaurusnak nevezett példányra Troodon néven hivatkoznak.

## Osztályozás
A Troodon típuspéldánya problémát okozott az osztályozásnál, mivel az egész nem egy, a Judith River-formációból származó fogon alapult. A fog felfedezése után előkerült koponya alatti (posztkraniális) csontváz maradványok rokon nemként a  Stenonychosaurus nevet kapták. A Stenonychosaurus jóval teljesebb maradványai azonban a legtöbb őslénykutatót meggyőzték arról, hogy ez az állat azonos az eredeti fog tulajdonosával, így a Stenonychosaurus nevet felváltotta annak idősebb szinonimája, a Troodon. Az olyan nemek, mint a Polyodontosaurus és a Pectinodon szintén a Troodonhoz kapcsolódnak azon feltételezés miatt, ami szerint ez a fogtípus egyetlen dinoszauruszra korlátozódik. Emiatt a jövőben a Troodon név kétségessé válhat az olyan helyzetekhez hasonlóan, amikor a fogakon alapuló nemeket elvetik azokkal szemben, amelyek jobb állapotú maradványokon alapulnak. A jól ismert Deinodon és Trachodon nevek használatát hasonló módon hagyták el, így a további kutatások során a Troodont felválthatja a Stenonychosaurus. A 2005-ös Dinosaur Provincial Park című könyvben, Phil Currie (az egyik vezető észak-amerikai troodontidaszakértő) visszatért a Stenonychosaurus (S. inequalis nevű) típusfajának használatához a Troodon nemen belül, Troodon inequalis néven.

## A „Dinoszauroid”

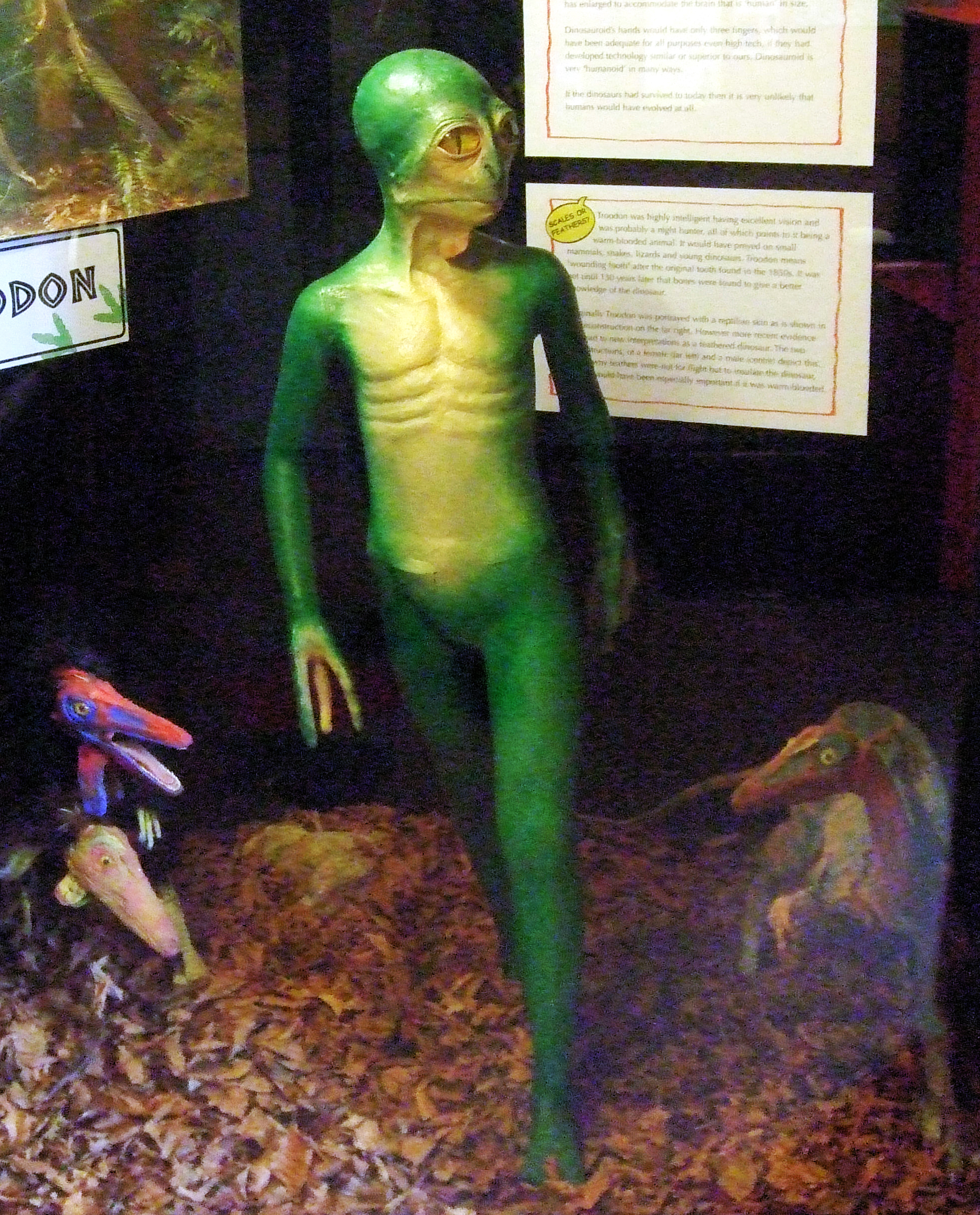
A feltételezett dinoszauroid modellje a dorchesteri Dinosaur Museumban

1982-ben, Dale Russell őslénykutató, az ottawai Kanadai Nemzeti Múzeum (National Museum of Canada) gerinces fosszíliáinak kurátora elképzelte, hogyan ment volna végbe a troodontidák fejlődése, ha túlélték volna a dinoszauruszok kihalását. Russell szerint egy olyan faj, mint a Troodon ügyesebbé és emberi külsejűvé vált volna. Az állatkitömő és képzőművész Ron Sequin közreműködésével létrehozták a fejlett, intelligens Troodon modelljét és fantázialényüknek a „Dinoszauroid” nevet adták. Az eredményt egyes őslénykutatók, köztük David Norman (1985-ben) és Cristiano dal Sasso (2004-ben) lehetségesnek tartották, míg mások, például Gregory S. Paul (1988-ban) és Thomas R. Holtz Jr. úgy ítélték meg, hogy „gyanúsan emberi”, és kijelentették, hogy a nagyméretű aggyal rendelkező, magas intelligenciájú troodontida esetében a test sokkal jobban hasonlítana a szokványos theropodákéra. Darren Naish szerint a szarvasvarjúfélék jobb modellként szolgálnának egy emberutánzó szárazföldi theropoda számára.

## Popkulturális hatás
Média:

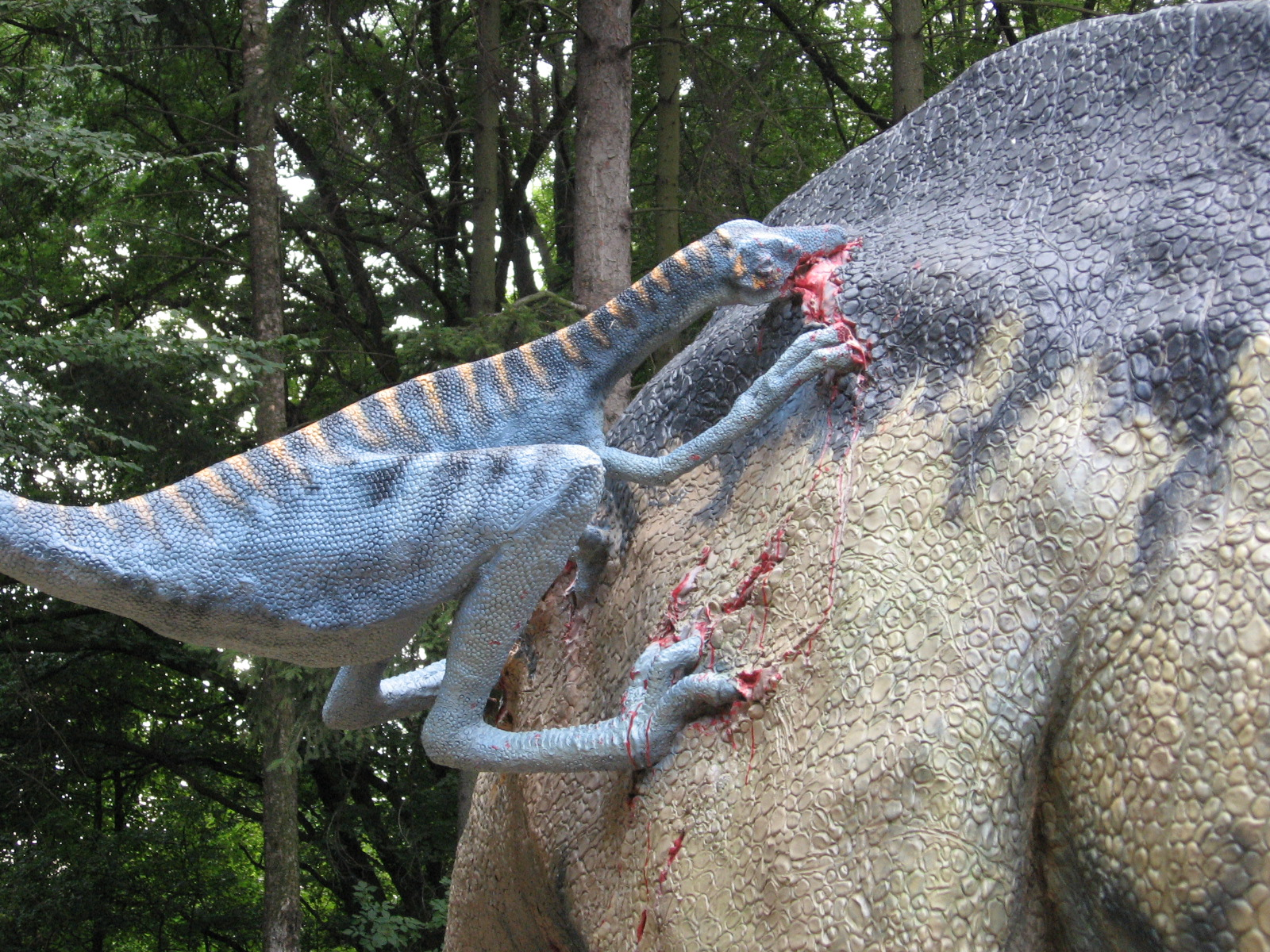
Egy sauropodára támadó Troodon elavult modellje a csehországi Vyškovban levő Dinoparkban

- A Troodon nagyon intelligens dögevőként látható az ITV által készített 2006-os, Ősvilági kaland című sorozatban.
- Szerepel a Dinoszauruszok bolygója két részében is, bár a Pod utazásai (2 rész) törpe, európai Troodonszerű állatai inkább Elopteryxek lehetnek, a Kicsi Da vadászik című részben (3 epizód) látható, ahogy egy Troodonfalka rátámad egy csapat Orodromeusra.
- A Troodon feltűnik az Armageddon állati módra vagy Kihalásra Felkészülni (Animal Armageddon) egyik részében is.
- A T-Rex Expressz (Dinosaur Train) című gyermekműsor vonatán egy Troodon a kalauz.
- Szerepet kapott a 2022-ben bemutatott Prehistoric planet című sorozatban, melyet az Apple tv készített.

Az irodalomban: 
- a Troodon elsőként Robert J. Sawyer End of an Era című, 1994-es sci-fi regényében bukkan fel, egy intelligens marsi vírus hordozójaként.
- Ken MacLeod Fénynél Sebesebben trilógiájában is szerepel egy Troodonhoz hasonló, értelmes faj.
- Diane Carey és James Kirkland First Frontier című Star Trek regényében az Enterprise legénységének több tagja is visszautazik az időben, és rájön, hogy a Troodon kezdetleges nyelvet és jól koordinált vadászmódszert fejlesztett ki. Találkoznak fejlett Troodonok egy jövőbeli csoportjával, a Megőrzők által a kihalást megelőzően áttelepített Clan Ru-val is, melynek tagjai érző, a csillagközi utazásra is képes lényekké fejlődtek.

## Fordítás
- Ez a szócikk részben vagy egészben  a   Troodon című angol Wikipédia-szócikk ezen változatának fordításán alapul.  Az eredeti cikk szerkesztőit annak laptörténete sorolja fel. Ez a jelzés csupán a megfogalmazás eredetét és a szerzői jogokat jelzi, nem szolgál a cikkben szereplő információk forrásmegjelöléseként.